# Ignacio Bastian
Juan Ignacio Bastian (Lanús, Provincia de Buenos Aires, Argentina, 27 de mayo de 1997) es un baloncestista argentino que se desempeña como escolta en el Club Atlético River Plate del Torneo Federal de Básquetbol de la Argentina.

## Clubes
- Actualizado hasta el 12 de abril de 2019.

| Club                 | País      | Año             |
| -------------------- | --------- | --------------- |
| Lanús                | Argentina | 2016 - 2017     |
| Huracán de San Justo | Argentina | 2017 - 2018     |
| River Plate          | Argentina | 2018 - Presente |